# Гагарино (Новосибирская область)
Гагарино —  упразднённая  деревня в Купинском районе Новосибирской области России. Входила в состав Копкульского сельсовета. Упразднена в 1980 году.

## География
Располагалась между двух высохших озёр, в 10 км (по прямой) к юго-востоку от центра сельского поселения села Копкуль.

## История
В 1928 году посёлок Гагаринский состоял из 62 хозяйств. В административном отношении входил в состав Пестеревского сельсовета Купинского района Барабинского округа Сибирского края.
В годы коллективизации в деревне был образован колхоз имени Чкалова. С 1957 г. являлась отделением совхоза Чаинский. Решением Облисполкома от 24 апреля 1980 года, в связи с выездом населения, деревня Гагарино исключена из учётных данных.

## Население
В 1926 году в посёлке проживало 324 человека (165 мужчин и 159 женщин), основное население — русские.